# Indiana (Pennsylvania)
Indiana is een plaats (borough) in de Amerikaanse staat Pennsylvania, en valt bestuurlijk gezien onder Indiana County.

## Demografie
Bij de volkstelling in 2000 werd het aantal inwoners vastgesteld op 14.895. In 2006 is het aantal inwoners door het United States Census Bureau geschat op 14.817, een daling van 78 (-0,5%).

## Geografie
Volgens het United States Census Bureau beslaat de plaats een oppervlakte van 4,6 km², geheel bestaande uit land. Indiana ligt op ongeveer 393 m boven zeeniveau.

## Plaatsen in de nabije omgeving
De onderstaande figuur toont nabijgelegen plaatsen in een straal van 12 km rond Indiana.

## Geboren
- James Stewart (1908-1997), acteur
- Jack Sonni (1954-2023), gitarist